# 12292 Dalton
A 12292 Dalton (ideiglenes jelöléssel 1991 LK2) a Naprendszer kisbolygóövében található aszteroida. Eric Walter Elst fedezte fel 1991. június 6-án.